# Open Shading Language
Open Shading Language (OSL) és un llenguatge lleuger, però potent, d'ombreig per a la producció d'imatges foto-realistes. Esdevingué de codi obert el 2010 per facilitar-ne el seu desenvolupament, és programable en renderitzadors avançats i altres aplicacions. Fou desenvolupat per Sony Pictures Imageworks per ser emprat en el seu motor de render de llargmetratges d'animació i efectes visuals, Arnold.
S'ha emprat per a efectes visuals en estudis d'animació i proveïdors de programari de renderització; a moltes de les produccions premiades de Sony Pictures Imageworks, des del 2012 i ha esdevingut compatible amb el renderitzador 3Delight d'Illumination Research, Octane Render d'Otoy Inc, V-Ray 3, el motor de renderitzat Cycles de Blender (des de la versió 2.65) o a 3dsMax d'Autodesk (des de la versió 2021). OSL va rebre un Oscar Tècnic el 2017, va recollir l'estatueta Larry Gritz desenvolupador principal.